# Петровице-Вельке (гмина)
Петровице-Вельке (пол. Pietrowice Wielkie) — сельская гмина (волость) в Польше, входит как административная единица в Рацибужский повет, Силезское воеводство. Население — 7203 человека (на 2004 год).

## Демография
| Перепись                       | Всего   | Всего | Женщины | Женщины | Мужчины | Мужчины |
| ------------------------------ | ------- | ----- | ------- | ------- | ------- | ------- |
| Единицы                        | человек | %     | человек | %       | человек | %       |
| Население                      | 7203    | 100   | 3769    | 52,3    | 3434    | 47,7    |
| Плотность населения (чел./км²) | 105,8   | 105,8 | 55,4    | 55,4    | 50,4    | 50,4    |

## Сельские округа
1. Амандув
2. Цыпшанув
3. Грудчанки
4. Корнице
5. Кровярки
6. Лекартув
7. Макув
8. Павлув
9. Петровице-Вельке
10. Самборовице
11. Жердзины

## Соседние гмины
1. Гмина Баборув
2. Гмина Кетш
3. Гмина Кшановице
4. Рацибуж
5. Гмина Рудник